# درايفر: باراليل لاينز

لقطة للعبة

 درايفر: باراليل لاينز (بالإنجليزية: Driver: Parallel Lines)‏ هي لعبة من نوع سباق ، تصويب منظور الشخص الثالث صدرت في عام 2006 وهي متوفرة لـ ويندوز ، بلاي ستيشن 2 ، إكس بوكس ، وي ، وهي من تطوير ريفلكشنز إنتراكتيف ونشر شركتي يوبي سوفت وأتاري.

## وصلات خارجية
- درايفر: باراليل لاينز على موقع IMDb (الإنجليزية)

- الموقع الرسمي